# 斯里蘭卡盧比
斯里蘭卡盧比（英语：Sri Lanka Rupee，僧伽羅語：රුපියල，泰米爾語：ரூபாய்），1972年以前称锡兰卢比，是斯里蘭卡的通用貨幣。輔幣單位為分，1盧比=100分。貨幣編號LKR。

## 流通中的貨幣

### 紙幣

#### 2010 年
- 20 盧比
- 50 盧比
- 100 盧比
- 500 盧比
- 1,000 盧比
- 5,000 盧比

## 外部連結
- 唐的世界硬币画廊：Sri Lanka
- 罗恩·怀斯的世界纸币：Sri Lanka 镜像网站
- 现代金融系统表格－库尔特·舒勒制作：Asia 镜像网站
- 环球货币历史：Sri Lanka
- 《环球金融资料》系列：Sri Lanka Rupee
- 《环球金融资料》货币历史表格（ 微软试算表格式）